# Loge La Persévérance (Maastricht)
Loge La Persévérance is een vrijmetselaarsloge in Maastricht opgericht in 1763, vallende onder het Grootoosten der Nederlanden.

## Geschiedenis
Er zijn aanwijzingen dat al in 1760 gepoogd is in Maastricht een loge op te richten. Op 20 december 1760 wordt door Petit een verzoek daartoe, namens een aantal in Maastricht wonende broeders, aan de Provinciale Grootloge gericht. De constitutiebrief van deze loge werd op 1 maart 1763 afgegeven door de in 1750 opgerichte Provinciale Grootloge ‘La Constance’, eveneens gevestigd in Maastricht. De loge werd geïnstalleerd op 26 februari 1763 door Les Treners, Fermin, De Vrije en Van den Heuvel.
De ledenlijst van 6 juni 1763 vermeldt de namen: Delvaux (voorzitter), La Valette, Henry, Petit, Gireau, Aigre, Capechon, Marchand en Laek. Deze zijn vermoedelijk ook de oprichters. De loge werd in die tijd ook wel genoemd Loge ‘Bourgeoise La Persévérance’. Dit was waarschijnlijk om onderscheid te maken met ‘militaire’ loges. Blijkbaar was ‘La Persévérance’ enige tijd in ruste geweest want op 24 juni 1772 wordt medegedeeld dat de Loge ‘Bourgeoise’ haar arbeid heeft hervat. Op 1 februari 1786 volgde de herinstallatie van Loge Bourgeoise, nommé ‘La Persévérance’. De door Provinciale Grootloge ‘La Constance’ (inmiddels resorterend onder het Grootoosten van Parijs en niet meer erkend door het Grootoosten der Nederlanden) verleende constitutiebrief werd op 29 februari 1788 geratificeerd door de Grootmeester van het Grootoosten der Nederlanden, Van Boetzelaer op verzoek van J.H. Ploem, Filtz de la Sablonne, F.W. Maus van Kohler, Du Puy, F. Gourdoucq, P.F. de Ceulener, H. Nijst, P.L. Ghysen en J.M. Timmermans.
Als gevolg van de Franse Revolutie worden de werkzaamheden in 1793 opnieuw opgeschort tot 1804. Bij de val van Napoleon in 1814 blijft Loge ‘La Persévérance’ als enige werkplaats in Maastricht voortbestaan. De loge leidt echter een moeizaam bestaan en na 1831 komt haar naam zelfs niet meer voor in de Maçonnieke Almanakken. Op 28 december 1842 werd de loge heropend op instigatie van Willem Frederik Karel, prins der Nederlanden en op verzoek van C.M.L. Rieber, K.W. Zeeuwen, J. Hampelman en J.H.W.A. Smits. Bij akte, getekend door Grootmeester Jan Schouten en Grootsecretaris J.A. van Rappard, d.d. 11 februari 1843 werd de constitutiebrief van 1763 nog eens bevestigd. 
De Werkplaats werd hierna gevestigd aan de Kleine Looiersstraat 495, die werd ingewijd op 3 december 1845. Na 1850 groeit de Loge snel. Met 229 aannames tussen 1856 en 1866 moet La Persévérance in die tijd qua groei alleen Loge De Drie Kolommen te Rotterdam voor zich dulden. In 1855 verhuisde de Loge naar een pand in de Statenstraat, achter het huidige Generaalshuis aan het Vrijthof. Dit pand werd in 1877 eigendom van de Loge. De banden met het Noorden kregen extra blijk door het houden van een rouwloge in 1881 ter nagedachtenis aan de Nationale Grootmeester Prins Frederik van Oranje-Nassau. 

## Naam en onderscheidingskleuren
“De standvastigheid”. Eén der oude deugden, denk aan het Wilhelmus: “standvastig is gebleven mijn hart in tegenspoed”. De getrouwheid aan de belofte wordt er ook mee uitgedrukt. De gekozen onderscheidingskleur van de loge is groen, specifiek: ‘vert des dragons’.
Vrijmetselarij · Beginselen · Geschiedenis · Symbolen · Vrijmetselaarsloge · Ordegrondwet · Obediëntie · Regulariteit en irregulariteit · Ritus · Graden · Grootmeester · Gemengde vrijmetselarij · Para-vrijmetselarij · Antivrijmetselarij · Vrijmetselarij in Nederland · Vrijmetselarij in België · Internationale vrijmetselarij
>>> Meer info op Portaal:Vrijmetselarij <<<